# William Selig
William Selig (ur. 14 marca 1864 w Chicago, zm. 15 lipca 1948 w Los Angeles) – amerykański pionier przemysłu filmowego.

## Wybrana filmografia
reżyser
- 1905: The Hold-up of the Leadville Stage
- 1910: Hugo the Hunchback

producent
- 1896: The Tramp and the Dog
- 1900: The Parade of Naval Veterans
- 1907: The Bandit King
- 1916: The Germ of Mystery
- 1938: Convicts at Large

## Wyróżnienia
Posiada swoją gwiazdę na Hollywoodzkiej Alei Gwiazd.